# Claudiu Niculescu
Claudiu Niculescu (n. 23 iunie 1976, Slatina, Olt, România) este un fotbalist român retras din activitate, care a jucat pe post de atacant la echipe ca Dinamo, FCU Craiova și FC Caracal. Pe plan internațional, are prezențe la națională pentru România. După încheierea carierei, a devenit antrenor, și antrenează în prezent pe CSM Slatina.
Claudiu Niculescu a fost un atacant priceput la lovituri libere, fiind supranumit „Lunetistul” de presa din România și ocupă locul 11 în clasamentul tuturor timpurilor al marcatorilor din Liga I cu 156 de goluri marcate în 326 de meciuri jucate. De asemenea, cu 43 de meciuri și 18 goluri marcate pentru Dinamo în meciuri europene, este jucătorul cu cele mai multe apariții și golgheter în competițiile europene pentru clubul bucureștean.

## Cariera de fotbalist
De-a lungul carierei, cel mai mult a evoluat pentru FC Dinamo București. A jucat și în străinătate, la MSV Duisburg, Genoa CFC și Omonia Nicosia. La Dinamo, era una dintre opțiunile pentru postul de căpitan al echipei.
În sezonul 2006-2007, a devenit golgeterul Ligii 1, marcând 18 goluri, dintre care 4 împotriva rivalilor de la Rapid București. În cupele europene, Claudiu Niculescu a înscris 18 goluri pentru Dinamo, reușind astfel să-l depășească pe legendarul Dudu Georgescu în clasamentul celor mai buni marcatori ai lui Dinamo București în Europa.
A jucat ultima dată în Liga I la 12 martie 2012, pentru U.Cluj.

## Cariera de antrenor
În noiembrie 2010 a ocupat timp de două etape în paralel și funcția de antrenor principal al Universității Cluj, deși nu avea licență de antrenor. A continuat să antreneze aceeași echipă, într-un nou mandat, și după demiterea lui Ionuț Badea, de la sfârșitul anului 2011, mandat care a durat până după prima etapă a sezonului 2012-2013, când a renunțat la funcția de antrenor principal, continuându-și contractul de jucător la U Cluj.
În 2017, Niculescu a preluat echipa FC Voluntari, aflată în lupta pentru evitarea retrogradării din Liga I și a debutat cu o victorie pe banca ilfovenilor, 2-1 cu ASA Târgu Mureș. După evitarea retrogradării, FC Voluntari a câștigat și Cupa României, primul trofeu din cariera lui Niculescu de antrenor. Ulterior, FC Voluntari a câștigat și Supercupa României, 1-0 cu Viitorul Constanța.
În aprilie 2018, Niculescu a părăsit pe FC Voluntari, lăsând echipa în zona playoutului Ligii I.
În septembrie 2018, Niculescu a devenit antrenorul echipei Dinamo București, semnând un contract pentru două sezoane. La debut, echipa a învins pe Dacia Unirea Brăila, 3-1, în optimile Cupei României. Însă după doar 20 de zile în funcție și trei meciuri disputate, Niculescu a fost demis de Dinamo.
În iunie 2022, Niculescu a devenit antrenorul principal al echipei Politehnica Iași. După doar patru luni, Niculescu s-a despărțit de Politehnica, reziliind contractul pe cale amiabilă și lăsând echipa pe locul 5 din Liga II. În noiembrie 2022, Niculescu preia banca tehnică a echipei CSC 1599 Șelimbăr cu care a semnat un contract pentru un sezon. În aprilie 2023, înțelegerea a fost prelungită până în 2025. În sezonul 2023-2024, Șelimbăr a acces în playoff, dar nu a avut drept de promovare, fiind club de drept public, așa că în ciuda locului trei ocupat, a rămas în liga secundă. La finalul sezonului, Niculescu a părăsit echipa ardeleană.
În iunie 2024, Niculescu a revenit la conducerea echipei FC Voluntari, abia retrogradată în Liga II.

## Viața personală
A fost căsătorit cu vedeta TV Diana Munteanu, prezentatoare a programelor muzicale la MTV Romania și a emisiunii Conferința de presă la Antena 2. Are doi copii din prima căsătorie cu Lidia.

## Titluri

### Ca jucător
Dinamo București
- Liga I: 2001–2002, 2003–2004, 2006–2007
- Cupa României: 2002-2003, 2003–2004, 2004–2005
- Supercupa României: 2005

### Ca antrenor
Voluntari
- Cupa României: 2016–17
- Supercupa României: 2017